# Carodnia
Carodnia is een geslacht van uitgestorven hoefdieren uit de orde Xenungulata dat tijdens het Laat-Paleoceen en Vroeg-Eoceen in Zuid-Amerika leefde.
Carodnia had het uiterlijk en het formaat van een tapir. Het is het grootst bekende zoogdier uit het Paleoceen van Zuid-Amerika.
Fossielen uit het Paleoceen zijn gevonden in de Argentijnse provincie Chubut in Patagonië (C. cabrerai en C. feruglioi) en in het Braziliaanse Itaboraí-bekken (C. vieirai). Uit het Eoceen is Carodnia bekend uit Peru (C. inexpectans). C. vieirai is de best bekende soort uit de Xenungulata met fossiele vondsten van gedeeltelijke skeletten, schedels, kaken en tanden.
Het was zwaar gebouwd en had grote hoektanden en wangtanden met een kuifpatroon zoals de uintatheriiden waarmee het verwant kan zijn. Het leek sterk op dinoceratanen, maar dan zonder slagtanden of gehoorbeentjes.